# Make Me Feel
Singles de J.K.
You Got Me Dancing
(2000) Hit My Heart
(2002)
Singles de Benassi Bros
Hit My Heart
(2004) Every Single Day
(2005)
Pistes de ...Phobia
Light
Make Me Feel est une chanson de J.K., sortie en 2001. Elle a été reprise par Benassi Bros en 2005, en collaboration avec la chanteuse Dhany.

## Liste des pistes
J.K. (2001)
- Make Me Feel (Original Edit) - 3:29
- Make Me Feel (Original Extended) - 5:43
- Make Me Feel (Original Extended Instrumental) - 5:43
- Make Me Feel (Feel Trance Edit) - 3:38
- Make Me Feel (Feel Trance Extended) - 6:59
- Make Me Feel (Feel Trance Extended Instrumental) - 6:59
- Make Me Feel (Slow Feel Edit) - 3:44
- Make Me Feel (Slow Feel Extended) - 5:43
- Make Me Feel (Slow Feel Extended Instrumental) - 5:43
- Make Me Feel (Acapella Vox) - 4:32

Benassi Bros. (2005)
CD-Single
- 1. 	Make Me Feel (Radio Edit)		3:22
- 2. 	Make Me Feel (Extended)		5:28
- 3. 	Make Me Feel (Etienne de Crecy Remix)		7:28

CD-Maxi
CD-Maxi
- 1. 	Make Me Feel		3:22
- 2. 	Make Me Feel (Etienne De Crecy Remix)		7:28

## Classement par pays
| Pays           | Meilleure position |
| -------------- | ------------------ |
| France         | 21                 |
| Suisse         | 80                 |
| Allemagne      | 96                 |
| France Club 40 | 2                  |